# 경주 주사암 영산전 석조삼존불좌상
경주 주사암 영산전 석조삼존불좌상(慶州 朱砂庵 靈山殿 石造三尊佛坐像)는 대한민국 경상북도 경주시 서면 천촌리, 주사암에 있는 불상이다. 2007년 7월 30일 경상북도의 문화재자료 제522호로 지정되었다.

## 참고 문헌
- 경주 주사암 영산전 석조삼존불좌 - 국가유산청 국가유산포털